# Dr. Stone
Dr. Stone (ドクターストーン, Dokutā Sutōn) és una sèrie manga japonesa escrita per Riichiro Inagaki i il·lustrada per Boichi, publicada a la Weekly Shōnen Jump des del 6 de març del 2017. Els capítols s'han publicat en 10 volums tankōbon per l'editorial Shueisha. Se'n va estrenar una adaptació d'anime el juliol del 2019, produïda per TMS Entertainment.

## Argument
L'estudiant Taiju li explica al seu amic Senku, amant de la ciència, que vol declarar-se a la Yuzuriha, de qui fa cinc anys que n'està enamorat. Quan són al pati de l'institut, just abans que en Taiju comparteixi els seus sentiments, apareix una llum al cel que petrifica tota la humanitat. La majoria dels humans perden la consciència a la vegada que s'esborren totes les traces de la civilització, però en Taiju continua viu pel desig d'alliberar-se i alliberar la Yuzuriha. Finalment, en Taiju venç la pedra i troba un missatge gràcies al qual sap que en Senku també s'ha alliberat. També sap que han passat molts anys i que la data actual és el 5 d'octubre del 5738. Junts, en Taiju i en Senku comencen a reconstruir la civilització.